# هيلدا باريديس
هيلدا باريديس (بالإسبانية: Hilda Paredes)‏ هي ملحنة مكسيكية، ولدت في 1957 في ولاية بويبلا في المكسيك.

## وصلات خارجية
- الموقع الرسمي
- هيلدا باريديس على موقع IMDb (الإنجليزية)
- هيلدا باريديس على موقع ميوزك برينز (الإنجليزية)
- هيلدا باريديس على موقع ديسكوغز (الإنجليزية)